# Leptograpsus variegatus
Leptograpsus variegatus, también conocido como jaiba corredora, es una especie de cangrejo marino de la familia grapsidae, muy abundante en el litoral del archipiélago Juan Fernández. Se le puede encontrar en rocas donde consume algas microscópicas que recolecta con sus pinzas en forma alternada, dando un simpático espectáculo.
También se encuentran escondidas bajo las piedras, ubicadas en pequeños pozos de agua, o a poca profundidad donde se alimentan de algas que crecen sobre las rocas. Cuando llueve y sube la marea es muy común verlas sobre la calle caminando con su particular forma de costado.